# Ernobius granulatus
Ernobius granulatus är en skalbaggsart som beskrevs av Leconte 1865. Ernobius granulatus ingår i släktet Ernobius och familjen trägnagare. Inga underarter finns listade i Catalogue of Life.